# Kunskapshuset
Kunskapshuset är en kommunal byggnad i centrum i tätorten Gällivare i Gällivare kommun, som invigdes under andra halvåret 2020.
Byggnaden är finansierad av LKAB som en del av samhällsomvandlingen av Malmberget, vilket föranleds av utökad rasrisk i tätorten Malmberget på grund av fortsatt gruvdrift där. I Kunskapshuset bedriver sedan hösten 2020 Lapplands kommunalförbund gymnasieskola inkl skidgymnasium samt vuxenutbildning och eftergymnasial utbildning i Gällivare.  
Kunskapshuset upptar större delen av kvarteret Nya skolan och omsluter på två sidor Gamla Centralskolan från 1914. 
Huset är ritat av Lars Olausson på Lilljewall arkitekter och MAF Arkitektkontor. Det är byggt i trä och betong, dock med trä i exteriören och interiören i form av träpanel på väggarna och bärande limträpelare och -takbalkar. Betong finns i delar av stommen och i bjälklagen.
I en yttervägg i bottenvåningen finns en konstnärlig utsmyckning av Britta Marakatt-Labba, Anders Sunna och Monica Edmondson med  inspiration av samisk uppfattning av stjärnhimlen.
Inredningsarkitekturen belönades med Sveriges Arkitekters pris Guldstolen år 2021.